# Eumonhystera gracilior
Eumonhystera gracilior är en rundmaskart. Eumonhystera gracilior ingår i släktet Eumonhystera, och familjen Monhysteridae. Arten är reproducerande i Sverige.